# 달콤살벌 패밀리
《달콤살벌 패밀리》는 2015년 11월 18일부터 2016년 1월 14일까지 MBC에서 방송된 수목드라마이다.

## 줄거리
집밖에선 폼 나는 조직 보스지만, 집안에서는 와이프 잔소리와 두 아이들 무시에 찬밥 신세인 서열 4위, 대한민국 고달픈 가장의 대표 얼굴, 두 얼굴의 남자가 가족을 지키기 위해 벌이는 처절한 사투를 '웃프게'그린 휴먼코미디.

## 등장 인물

### 주요 인물
- 정준호 : 윤태수 역

충심파 보스이자 전직 영화제작사 대표로 성민 , 수민의 부.
- 문정희 : 김은옥 역

전직 한마음회 회장이자 태수의 아내로 성민 , 수민의 모.
- 정웅인 : 백기범 역

충심건설 사장이자 현지의 부.
- 유선 : 이도경 역

태수의 첫사랑이자 기범의 전처로 현지의 모.
- 김응수 : 백만보 역

충심건설 회장이자 기범의 부.

### 태수 - 은옥 주변 인물
- 오미연 : 이춘분 역

태수의 모친이자 은옥의 시어머니.
- 손승우 : 김은실 역

은옥의 동생이자 취업준비생.
- 이민혁 : 윤성민 역

태수와 은옥의 아들로 발광고 전교1등.현지의 남친
- 김지민 : 윤수민 역

태수와 은옥의 딸로 발광중 2학년.

### 기범 - 도경 주변 인물
- 방민아 : 백현지 역

충심건설 손녀이자 기범과 도경의 딸로 성민의 여친.

### 그 외 인물들
- 지수원 : 오주란 역

백만보 회장의 후처로 전직 한마음회 대표.
- 조달환 : 봉진욱 역

영화제작사 영화감독.
- 김권 : 이준석 역

영화제작사 영화 프로듀서.
- 최민철 : 강성구 역

전라도 출신으로 유일한 태수의 의리파.
- 김신 : 송영일 역

충심파 조직원.
- 가득희 : 박선영 역

은옥의 후배이자 영일의 아내.
- 조지환 : 장법규 역

백기범의 비서.
- 박희진 : 최경미 역

은옥 , 도경의 동창친구이자 법규의 아내.
- 김대령 : 마희도 역

백만보 회장의 비서.
- 김원해 : 손세운 역

영화제작자.
- 서현철 : 서철중 역

대전경찰서 형사
- 김병춘 : 조동춘 역
- 맹봉학
- 고태산
- 백동현
- 이진권
- 박아성
- 이현걸
- 임성표
- 김혜화
- 박대규
- 윤택상
- 민송아
- 최대성 : 윤태수의 친구 붕어빵장수 역
- 이용주
- 박통일
- 황주호
- 정현석
- 노영학 : 철이 역
- 지성근
- 최강철

### 특별 출연
- 정희태
- 홍진영
- 김병옥
- 서인
- 차예린
- 이용이
- 김부선
- 박찬호
- 오정세

## 시청률
아래의 파란색 숫자는 '최저 시청률'이고, 빨간색 숫자는 '최고 시청률'입니다. 시청률조사회사와 지역별로 시청률에 차이가 있을 수 있습니다.
| 2015년 | 2015년    | 2015년         | 2015년       | 2015년         | 2015년       |
| 회차   | 방송일    | TNmS 시청률    | TNmS 시청률  | AGB 시청률     | AGB 시청률   |
| 회차   | 방송일    | 대한민국(전국) | 서울(수도권) | 대한민국(전국) | 서울(수도권) |
| ------ | --------- | -------------- | ------------ | -------------- | ------------ |
| 제1회  | 11월 18일 | 8.3%           | 9.7%         | 9.1%           | 9.2%         |
| 제2회  | 11월 19일 | 6.7%           | 7.0%         | 7.2%           | 8.1%         |
| 제3회  | 11월 25일 | 7.1%           | 7.8%         | 7.6%           | 8.4%         |
| 제4회  | 11월 26일 | 6.7%           | 7.1%         | 8.2%           | 9.5%         |
| 제5회  | 12월 2일  | 6.3%           | 6.7%         | 7.8%           | 8.8%         |
| 제6회  | 12월 3일  | 5.7%           | 6.5%         | 6.5%           | 7.3%         |
| 제7회  | 12월 9일  | 6.0%           | 6.4%         | 7.0%           | 7.8%         |
| 제8회  | 12월 10일 | 4.9%           | 5.2%         | 6.2%           | 7.0%         |
| 제9회  | 12월 16일 | 4.7%           | 4.5%         | 5.8%           | 6.8%         |
| 제10회 | 12월 17일 | 5.0%           | 4.8%         | 5.2%           | 5.8%         |
| 제11회 | 12월 23일 | 4.2%           | 4.1%         | 4.4%           | 5.0%         |
| 제12회 | 12월 24일 | 4.0%           | 4.7%         | 4.7%           | 5.4%         |
| 2016년 |           |                |              |                |              |
| 제13회 | 1월 6일   | 5.9%           | 6.5%         | 4.2%           | 4.8%         |
| 제14회 | 1월 7일   | 4.6%           | 5.2%         | 4.6%           | 5.2%         |
| 제15회 | 1월 13일  | 5.4%           | 5.8%         | 4.4%           | 4.8%         |
| 제16회 | 1월 14일  | 4.9%           | 4.6%         | 4.0%           | 4.4%         |

## 결방 사유
- 2015년 12월 30일 : 2015 MBC 연기대상 방송으로 인해 결방[3]
- 2015년 12월 31일 : 2015 MBC 가요대제전 방송으로 인해 결방[4]

## 같이 보기
KBS 수목드라마
- 《장사의 신 - 객주 2015》

SBS 수목드라마
- 《마을 - 아치아라의 비밀》
- 《리멤버 - 아들의 전쟁》